# Halbschmarotzer

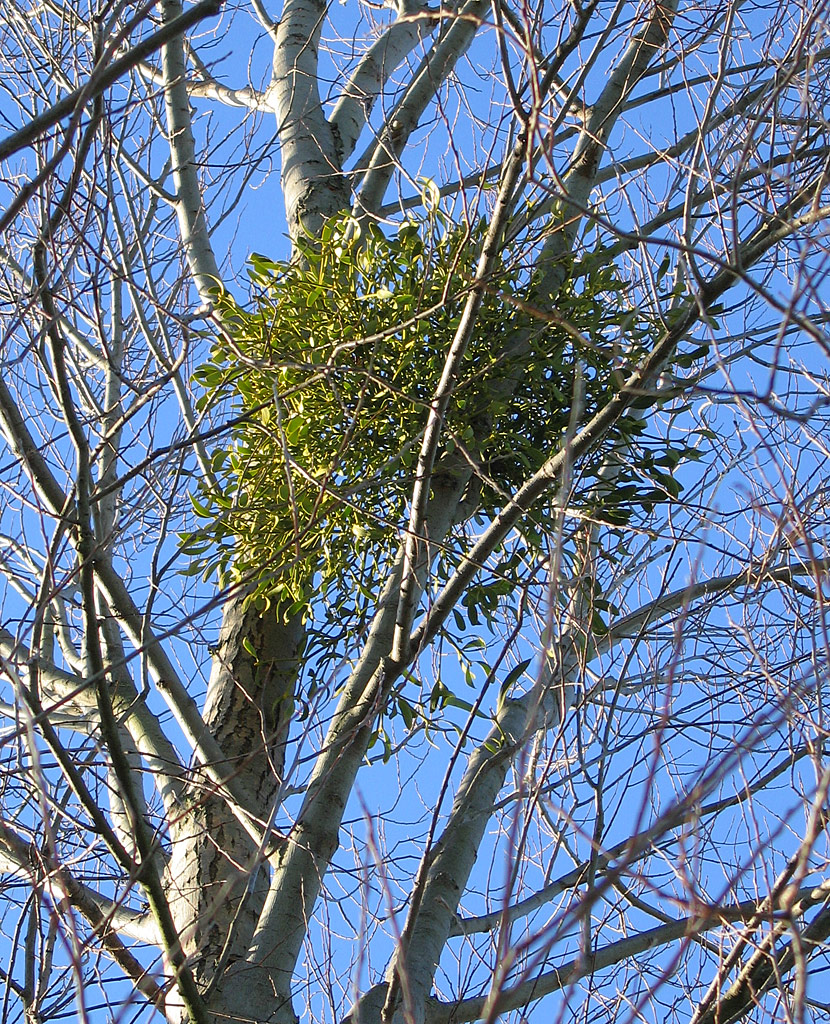
Die Mistel, ein heimischer Halbschmarotzer

Halbschmarotzer (auch Halbparasiten oder Hemiparasiten; griech. hemi = halb) sind Blütenpflanzen (Phytoparasiten), die ihren Wirtspflanzen mit Hilfe spezieller Saugorgane (Haustorien) Wasser und Nährsalze entziehen, so dass sie teils heterotroph und teils autotroph leben. Diese Pflanzen ernähren sich somit nur anteilig parasitär.
Anders als die Vollschmarotzer (Holoparasiten; griech. holos = ganz), besitzen sie Chlorophyll und betreiben Photosynthese, so dass sie die ihren Wirten entnommenen Stoffe selbständig zu organischen Kohlenstoffverbindungen weiterverarbeiten. Teilweise gewinnen sie ihre Nährstoffe jedoch auch heterotroph. So ist beispielsweise die Mistel nur an das Xylem ihres Wirtes angeschlossen.

## Unterscheidungskriterien
Neben fakultativen Halbschmarotzern, die sich auch ohne Wirtspflanzen fortpflanzen können, gibt es obligate Hemiparasiten, die zur Blüten- und Fruchtbildung unbedingt auf den Anschluss an Wirtspflanzen angewiesen sind.
Im Gegensatz zu Vollschmarotzern sind Halbschmarotzer zumeist wenig wirtsspezifisch. Hemiparasitäre Sommerwurzgewächse zapfen, teilweise sogar gleichzeitig, bei einer Reihe von Wirtsarten Wasser und Nährstoffe ab. Diese können sowohl Rosengewächse sein, Hülsenfrüchtler, als auch Lippenblütengewächse, Korbblütler, Sauergräser oder Süßgräser. Bestimmte Pflanzen, wie beispielsweise Orchideen, werden dagegen streng gemieden. Auch Selbstparasitismus kommt vor.

## Auswirkungen

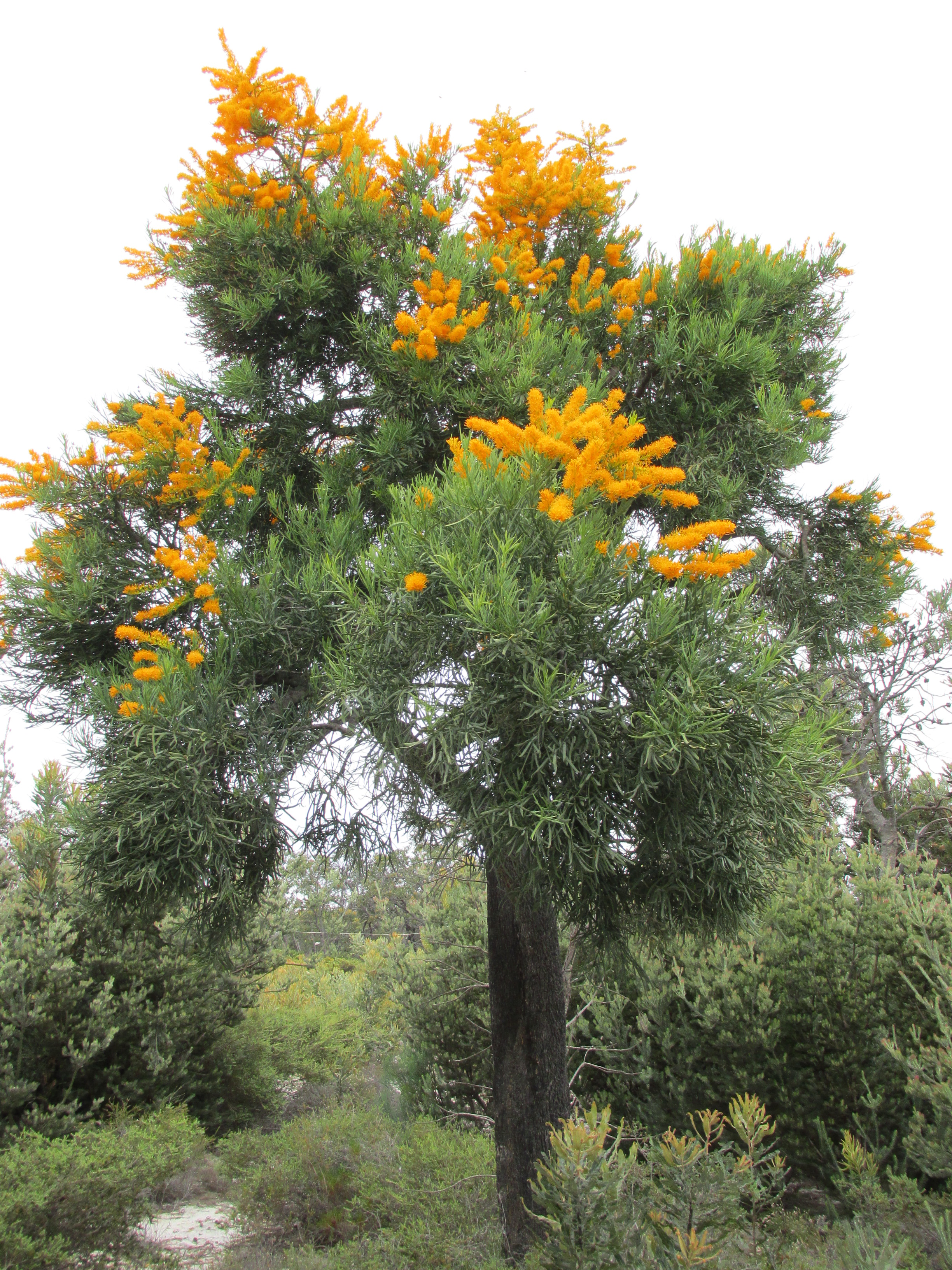
Nuytsia floribunda, der auch „Australischer Weihnachtsbaum“ genannt wird, wächst zu einem Baum heran.

Die Auswirkungen von Halbschmarotzern auf die mit ihnen zusammen wachsenden Pflanzen sind nicht notwendigerweise negativ. So zeigten Untersuchungen in nährstoffarmen, subarktischen Pflanzengemeinschaften, dass Halbschmarotzer in ihren Blättern höhere Stickstoffgehalte hatten als Zwergsträucher, Gräser und krautige Pflanzen. Dadurch werden der Abbau der Blattstreu und der Nährstoffkreislauf beschleunigt.
Im Fall der Mistel kommt es allerdings vor, dass die Wirtsbäume stark geschädigt werden, falls zu viele Misteln ihm Wasser und Mineralsalzen abzapfen. Obwohl die Mistel mitunter sogar für das Absterben von Bäumen sorgt, fördert ihre Anwesenheit die Artenvielfalt. Weißbeerige Misteln reduzieren die Ernten sowohl im Obstbau als auch in der Forstwirtschaft. In  Mischwäldern mit einem erhöhten Anteil von Nadelbäumen schwächt die Mistel diese, was dafür sorgt, dass anderen Pflanzen mehr Raum zur Verfügung steht. Das Wurzelwerk und die Baumkrone befallener Bäume sind schwächer ausgeprägt und in den Nadeln werden zudem mehr Nährstoffe eingelagert, was die Qualität des umliegenden Waldbodens erhöht und jungen Sprösslingen so das Wachstum erleichtert.

## Beispiele
Zu den Sandelholzartigen zählen über 2.500 Parasiten und Halbparasiten, deren unterschiedliche Arten überall auf der Welt vertreten sind.

### Beispiele aus Europa
- Mistel
- Läusekraut
- Wachtelweizen
- Diverse Klappertopfarten, einschließlich Großer Klappertopf und Drüsiger Klappertopf
- Zahntroste, wie der Madeira-Augentrost

### Außereuropäische Standorte
- Sandelholzbaum, ursprünglich aus Indonesien
- Nuytsia floribunda, ein Riemenblumengewächs aus Australien[8]
- Bornmuellerantha aucheri, ein Sommerwurzgewächs aus Vorderasien